# NGC 6369
NGC 6369 es una nebulosa planetaria en la constelación de Ofiuco. También recibe los nombres de nebulosa del Pequeño Espíritu o nebulosa del Pequeño Fantasma, ya que aparece como una pequeña nube fantasmal que rodea a la tenue estrella central. Representa el destino final de una estrella de masa similar al Sol que, tras finalizar la fase de gigante roja, expulsa sus capas exteriores hacia el espacio para formar la nebulosa.
Mediante el Telescopio Espacial Hubble se ha observado que la estrella remanente en el centro de NGC 6369 está enviando luz ultravioleta sobre el gas que la rodea. El prominente anillo azul verdoso de casi un año luz de diámetro marca el lugar donde la luz ultravioleta ioniza los átomos de gas.
En el gas rojizo que se encuentra a mayor distancia de la estrella el proceso de ionización se encuentra menos avanzado. Aún más lejos del cuerpo principal de la nebulosa, se pueden observar algunos débiles restos del gas que escapó de la estrella al principio del proceso de eyección.
Esta nebulosa fue descubierta en 1784 por William Herschel.